# GM Medium Diesel Engine
Il nome GM Medium Diesel Engine (o MDE) identifica una piccola famiglia di motori Diesel prodotta a partire dal 2013 dalla casa automobilistica tedesca Opel, all'epoca sussidiaria del gruppo General Motors.

## Caratteristiche

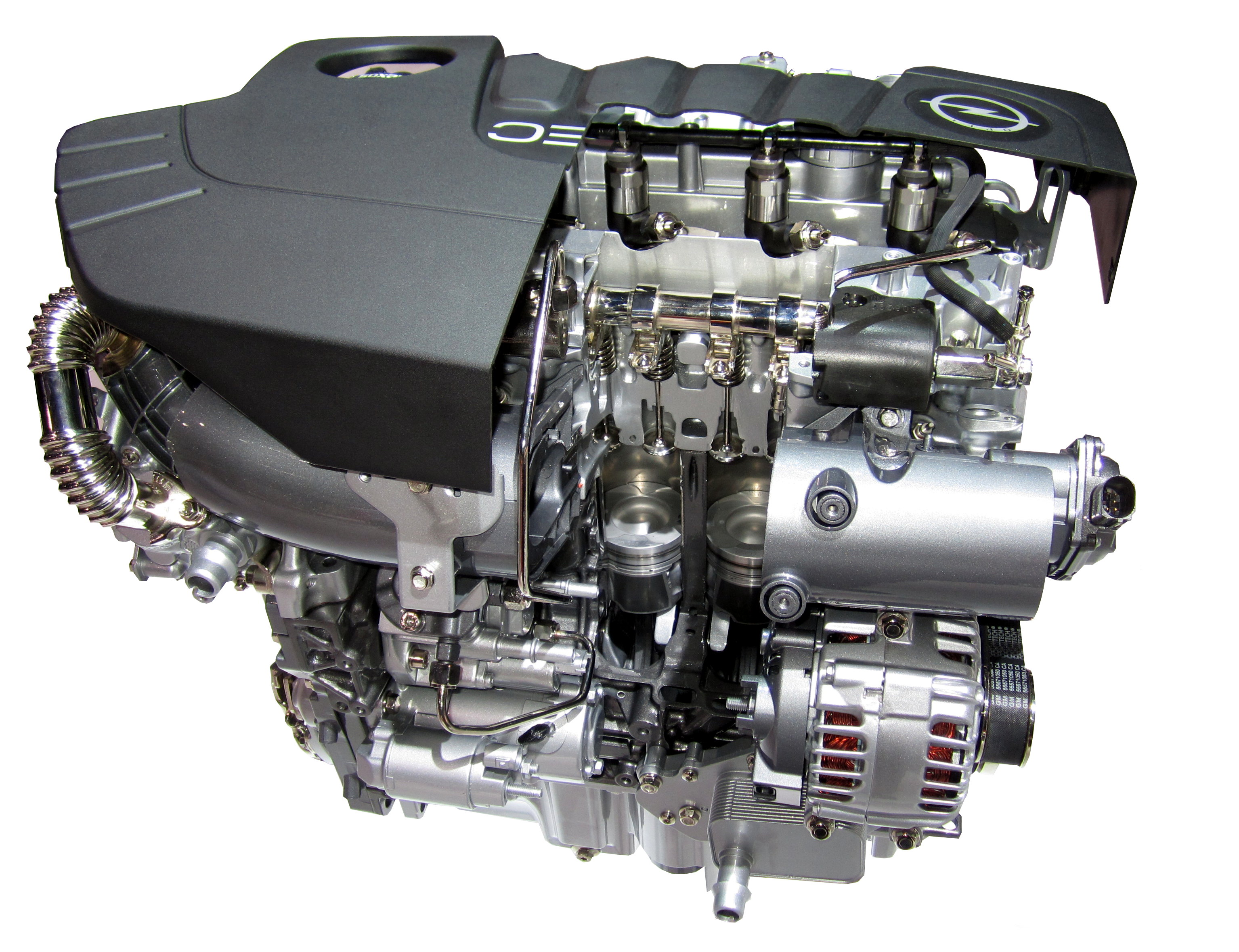
Sezione del motore Opel 1,6 CDTI ecoFLEX del 2013

Si tratta di un motore prodotto esclusivamente nella sua versione da 1.6 litri. Questo motore viene assemblato nello stabilimento Opel di Szentgotthàrd in Ungheria, assieme al 1.6 SIDI a benzina, che ha esordito l'anno prima. Lo stabilimento ungherese è stato infatti progettato e costruito in maniera tale da permettere alle sue linee di montaggio di assemblare sia motori a benzina sia motori a gasolio. E in effetti il 1.6 CDTI rappresenta la prima tappa di rinnovamento della gamma di motori Diesel da utilizzare nella gamma Opel ma non solo. Il progetto di tale motore, infatti, è stato frutto della collaborazione di ingegneri nei centri GM di Torino, Rüsselsheim (sede della Opel) e negli Stati Uniti. Questo team di progettisti ha curato in particolar modo la centralina elettronica.

In un'epoca in cui già da qualche anno la stragrande maggioranza dei propulsori, sia a benzina sia a gasolio, sono interamente in lega di alluminio, anche la Casa tedesca e il colosso statunitense della General Motors hanno dovuto uniformarsi per ottenere migliori risultati dal punto di vista del rendimento termico e della riduzione dei consumi e delle emissioni inquinanti. Pertanto, i motori MDE sono stati i primi motori Diesel della Opel costruiti interamente in lega leggera, utilizzati quindi sia per il basamento sia per la testata. Ciò ha permesso l'ottenimento di una maggior conduttività termica e la riduzione del peso del motore stesso, sceso di 20 kg rispetto a un ipotetico analogo motore con basamento in ghisa.

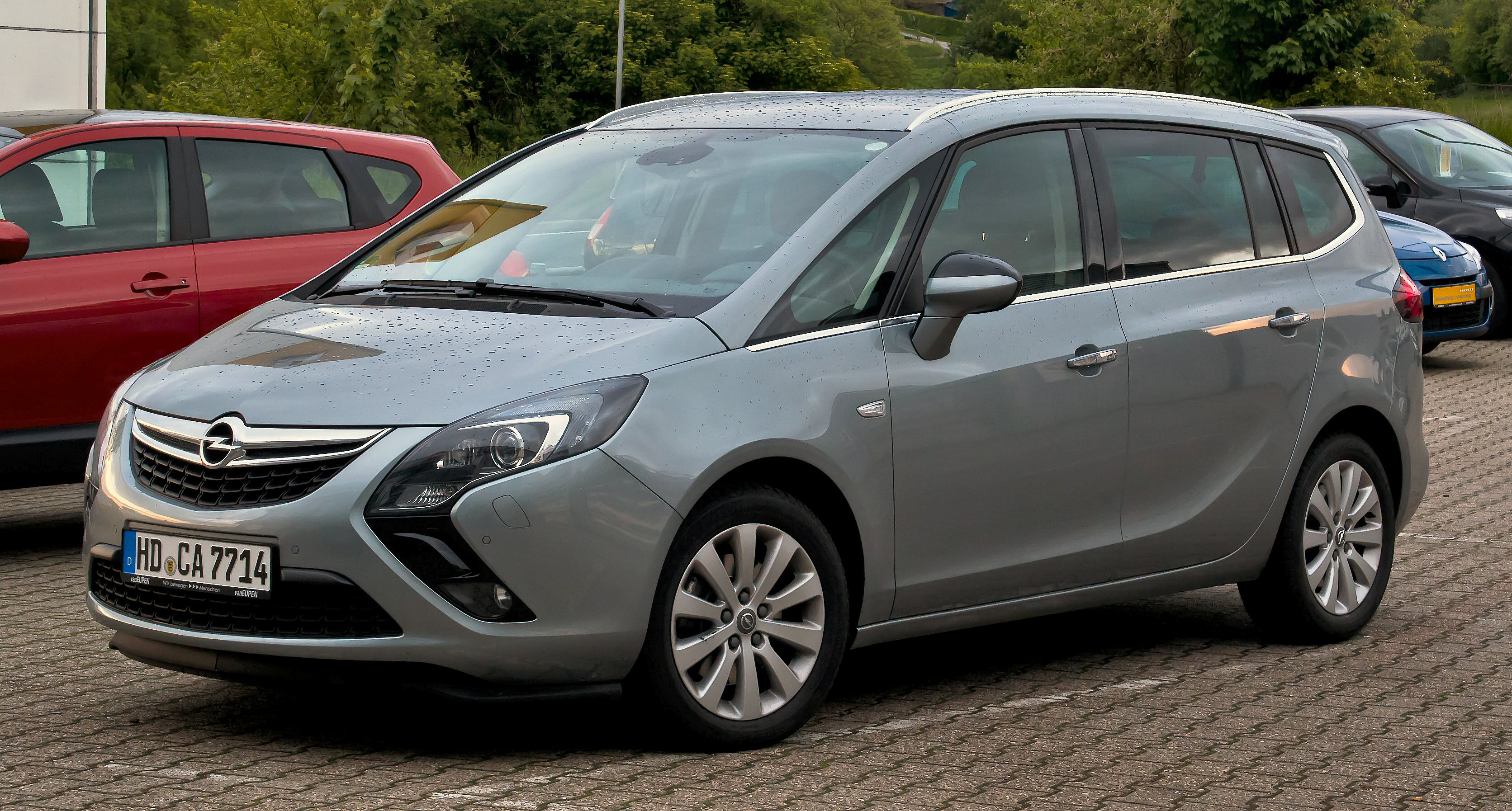
Il motore 1.6 CDTI ha esordito nel 2013 sotto il cofano della Zafira Tourer

 I motori MDE sono motori a 4 cilindri in linea caratterizzati dalla distribuzione a doppio asse a camme in testa con azionamento mediante catena. L'alimentazione è di tipo common rail e utilizza iniettori in grado di compiere fino a 10 getti di carburante per ogni ciclo. La sovralimentazione è invece affidata a un turbocompressore a geometria variabile con intercooler. Per ottimizzare i consumi di gasolio si è lavorato per ridurre gli attriti e per ottenere una camera di scoppio dalla combustione ottimale. Secondo il costruttore i consumi e le emissioni di CO2 vengono così ridotti del 10% rispetto al 2 litri CDTI sviluppato assieme al Gruppo Fiat. Sarà proprio quest'ultimo motore, nella sua variante da 130 CV, a venire via via sostituito dal nuovo 1.6 CDTI. Analogamente, anche il 1.7 CDTI di pari potenza cederà man mano il posto alla nuova unità motrice, che di CV ne eroga fino a 136. Tuttavia, in alcuni mercati, tra cui quello italiano, ne è stata introdotta anche una variante depotenziata a 110 CV, la quale viene proposta come alternativa all'altro 1.7 CDTI, anch'esso da 110 CV. Inoltre, in un secondo momento, è arrivata anche una versione ulteriormente depotenziata e con potenza ridotta a 95 CV, nonché una quarta da 120 CV e addirittura una variante con doppia sovralimentazione e potenza massima salita a prima a 160 CV poi depotenziata a 150 CV dopo il 2018.
A partire dall'estate del 2019, i motori MDE, hanno cominciato a essere sostituiti in alcuni casi da un nuovo motore non facente parte di questa famiglia, ma da 1,5 litri e costituito da 3 cilindri in linea anziché dei 4 del fratello maggiore. Questa nuova unità ha esordito sotto il cofano della quinta generazione dell'Astra, ormai giunta anch'essa al suo restyling di mezza età. Se il 1.6 CDTI soddisfaceva la normativa Euro 6, il nuovo 1.5 CDTI riesce a ottemperare alla più stringente normativa Euro 6d. Quando nel marzo 2020 il 1.5 a gasolio è andato a equipaggiare anche la Insignia B restyling, il 1.6 CDTI ha definitivamente cessato di essere prodotto, poiché molte delle sue precedenti applicazioni, hanno cessato esse stesse la loro carriera commerciale oppure sono state sostituite da modelli di origine PSA (visto che dal 2017 la Opel è divenuta di proprietà del colosso francese), utilizzandone quindi anche i motori.

## Applicazioni e utilizzo
Di seguito vengono riepilogate le applicazioni di questo motore:
| Motore GM Medium Diesel Engine |                                |                  |                        |                                             |     |                |                |                                                         |                    |
| Variante                       | Nº e disposizione dei cilindri | Cilindrata (cm³) | Alesaggio x corsa (mm) | Alimentazione                               | R/C | Potenza CV/rpm | Coppia Nm/rpm  | Applicazioni                                            | Anni di produzione |
| B16DTC                         | 4 in linea                     | 1598             | 79,7 x 80,1            | Turbodiesel Iniezione diretta common rail   | 16  | 95/3500        | 280/ 1500-1750 | Opel Meriva B 1.6 CDTI 95 CV                            | 2014-17            |
| B16DTE                         | 4 in linea                     | 1598             | 79,7 x 80,1            | Turbodiesel Iniezione diretta common rail   | 16  | 95/3500        | 280/ 1500-1750 | Opel Astra K 1.6 CDTI 95 CV                             | 07/2015-06/2018    |
| B16DTL                         | 4 in linea                     | 1598             | 79,7 x 80,1            | Turbodiesel Iniezione diretta common rail   | 16  | 110/4000       | 300/ 2000-2250 | Opel Insignia B 1.6 CDTI (110 CV)                       | 06/2017-06/2018    |
| B16DTL                         | 4 in linea                     | 1598             | 79,7 x 80,1            | Turbodiesel Iniezione diretta common rail   | 16  | 110/4000       | 300/ 2000-2250 | Opel Mokka 1.6 CDTI 110CV                               | 06/2015-08/2016    |
| B16DTL                         | 4 in linea                     | 1598             | 79,7 x 80,1            | Turbodiesel Iniezione diretta common rail   | 16  | 110/4000       | 300/ 2000-2250 | Opel Mokka X 1.6 CDTI 110 CV                            | 09/2016-06/2019    |
| B16DTL                         | 4 in linea                     | 1598             | 79,7 x 80,1            | Turbodiesel Iniezione diretta common rail   | 16  | 110/4000       | 300/ 1750-2000 | Opel Astra J 1.6 CDTI 110 CV                            | 2014-18            |
| B16DTN                         | 4 in linea                     | 1598             | 79,7 x 80,1            | Turbodiesel Iniezione diretta common rail   | 16  | 110/4000       | 300/ 1750-2000 | Opel Meriva B 1.6 CDTI 110 CV                           | 2014-17            |
| B16DTU                         | 4 in linea                     | 1598             | 79,7 x 80,1            | Turbodiesel Iniezione diretta common rail   | 16  | 110/4000       | 300/ 1750-2000 | Opel Astra K 1.6 CDTI 110 CV                            | 07/2015-06/2018    |
| D16DTU                         | 4 in linea                     | 1598             | 79,7 x 80,1            | Turbodiesel Iniezione diretta common rail   | 16  | 110/4000       | 300/ 1750-2000 | Opel Astra K 1.6 CDTI 110 CV                            | 06/2018-07/2019    |
| B16DTJ                         | 4 in linea                     | 1598             | 79,7 x 80,1            | Turbodiesel Iniezione diretta common rail   | 16  | 120/4000       | 320/ 2000-2250 | Opel Insignia A 1.6 CDTI 120 CV                         | 08/2015-02/2017    |
| B16DTJ                         | 4 in linea                     | 1598             | 79,7 x 80,1            | Turbodiesel Iniezione diretta common rail   | 16  | 120/4000       | 320/ 2000-2250 | Opel Zafira Tourer 1.6 CDTI 120 CV                      | 06/2014-11/2018    |
| B16DTH                         | 4 in linea                     | 1598             | 79,7 x 80,1            | Turbodiesel Iniezione diretta common rail   | 16  | 136/4000       | 320/ 2000-2250 | Opel Astra J 1.6 CDTI 136 CV 5p                         | 05/2014-08/2015    |
| B16DTH                         | 4 in linea                     | 1598             | 79,7 x 80,1            | Turbodiesel Iniezione diretta common rail   | 16  | 136/4000       | 320/ 2000-2250 | Opel Astra J 1.6 CDTI 136 CV Sedan, Sports Tourer e GTC | 05/2014-11/2018    |
| B16DTH                         | 4 in linea                     | 1598             | 79,7 x 80,1            | Turbodiesel Iniezione diretta common rail   | 16  | 136/4000       | 320/ 2000-2250 | Opel Astra K 1.6 CDTI 136 CV                            | 07/2015-06/2018    |
| B16DTH                         | 4 in linea                     | 1598             | 79,7 x 80,1            | Turbodiesel Iniezione diretta common rail   | 16  | 136/4000       | 320/ 2000-2250 | Opel Insignia A 1.6 CDTI 136 CV                         | 08/2015-02/2017    |
| B16DTH                         | 4 in linea                     | 1598             | 79,7 x 80,1            | Turbodiesel Iniezione diretta common rail   | 16  | 136/4000       | 320/ 2000-2250 | Opel Insignia B 1.6 CDTI 136 CV                         | 02/2017-02/2020    |
| B16DTH                         | 4 in linea                     | 1598             | 79,7 x 80,1            | Turbodiesel Iniezione diretta common rail   | 16  | 136/4000       | 320/ 2000-2250 | Opel Meriva 1.6 CDTI 136 CV                             | 02/2014-05/2017    |
| B16DTH                         | 4 in linea                     | 1598             | 79,7 x 80,1            | Turbodiesel Iniezione diretta common rail   | 16  | 136/4000       | 320/ 2000-2250 | Opel Zafira Tourer 1.6 CDTI 136 CV                      | 06/2013-07/2019    |
| B16DTH                         | 4 in linea                     | 1598             | 79,7 x 80,1            | Turbodiesel Iniezione diretta common rail   | 16  | 136/4000       | 320/ 2000-2250 | Opel Mokka 1.6 CDTI (136 CV)                            | 04/2015-08/2016    |
| B16DTH                         | 4 in linea                     | 1598             | 79,7 x 80,1            | Turbodiesel Iniezione diretta common rail   | 16  | 136/4000       | 320/ 2000-2250 | Opel Mokka X 1.6 CDTI (136 CV)                          | 09/2016-06/2019    |
| D16DTH                         | 4 in linea                     | 1598             | 79,7 x 80,1            | Turbodiesel Iniezione diretta common rail   | 16  | 136/4000       | 320/ 2000-2250 | Opel Astra K 1.6 CDTI (136 CV)                          | 06/2018-07/2019    |
| B16DTR                         | 4 in linea                     | 1598             | 79,7 x 80,1            | Biturbodiesel iniezione diretta common rail | 16  | 160/4000       | 350/ 1500-2250 | Opel Astra K 1.6 CDTI Biturbo                           | 10/2015-06/2018    |
| D16DTR                         | 4 in linea                     | 1598             | 79,7 x 80,1            | Biturbodiesel iniezione diretta common rail | 16  | 150/4000       | 350/ 1500-2250 | Opel Astra K 1.6 CDTI Biturbo                           | 06/2018-04/2019    |